# 附田祐斗
附田祐斗（日语：／ Tsukuda Yūto，1986年3月13日—）是日本漫畫家，福岡縣出生，於《週刊少年Jump》（集英社）活動著。

## 作品
-  - 出道作品，第34回Jump十二傑新人漫畫賞，「赤丸Jump」2006年夏季號
-  - 「赤丸Jump」2008冬季號
- 《少年疾驅》初次連載作品，於《週刊少年Jump》2010年25號開始到2010年40號結束連載。單行本全2冊。
- 《食戟之靈》 - 附田祐斗原作，佐伯俊作畫。「Jump NEXT!」2012春季號、單篇50頁。
- 《食戟之靈》作畫：佐伯俊、協力：森崎友紀。於《週刊少年Jump》2012年52號開始到2019年29號結束連載。單行本全36冊。
- 《天幕劇場》作畫：佐伯俊。於《週刊少年Jump》2023年19号開始到2023年41號結束連載。單行本全3冊。

## 備註
1. ↑  .   [2013-08-04]. （原始内容存档于2016-10-21）.

## 外部連結
- 附田祐斗的X（前Twitter）